# ユニチカアンバサダー
ユニチカアンバサダーは、ユニチカグループが2022年（令和4年）から選定している、自社宣伝のためのキャンペーンガールである。

## 歴史
1970年（昭和45年）からの水着キャンペーンガール「ユニチカスイムウェアキャンペーンモデル」と1974年（昭和49年）からの「ユニチカマスコットガール」があったが、2000年（平成12年）以降は両者を「ユニチカマスコットガール」に統合。
さらに、大きく変化した時代背景や現状の活動内容を適用して、2022年からは名称を「ユニチカアンバサダー」とした。

## 歴代マスコットガール一覧

### スイムウェアキャンペーンモデル
- 1970年 大窪けい子、マレーネ・ミッシェル
- 1971年 マリア・ダ・グロリア・カルバリヨ
- 1972年 アンリッツ・ブロムスタッド
- 1973年 ベロニク・マルシェー
- 1974年 風吹ジュン[† 1]
- 1975年 フィリス・アイコ・グリア
- 1976年 サビーネ・金子
- 1977年 ブレンダ・ヘインズ
- 1978年 小島三恵子
- 1979年 磯貝恵
- 1980年 ケレン・吉川
- 1981年 水野ますみ、高橋亮子
- 1982年 - 1983年 遠野友理[† 1]
- 1984年 セリア・キャロン
- 1985年 モーリ・ブラウン

- 1986年 デビー・ジーン・デイリー
- 1987年 キャロリン・ハイガー（カイヤ）
- 1988年 新免美和
- 1989年 森本蘭
- 1990年 松本洋子
- 1991年 夏川結衣
- 1992年 渡辺由紀
- 1993年 内田有紀
- 1994年 角田智美
- 1995年 本上まなみ
- 1996年 米倉涼子
- 1997年 春日井静奈
- 1998年 北川弘美
- 1999年 滝沢沙織

### マスコットガール
- 初代（1974年） 風吹ジュン[† 1]
- 2代目（1975年 - 1978年） 手塚理美
- 3代目（1979年 - 1981年） 紺野美沙子
- 4代目（1982年 - 1984年） 遠野友理[† 1]
- 5代目（1985年 - 1988年） 木内まさこ
- 6代目（1989年） 槙奈央子
- 7代目（1990年 - 1991年） 小野美香
- 8代目（1992年 - 1993年） 希生ザイラー
- 9代目（1994年 - 1996年） 萩原実季
- 10代目（1997年 - 1999年） 鮎川なおみ

### マスコットガール（統合後）
- 11代目（2000年） 小泉絵美子
- 12代目（2001年） 井上美琴
- 13代目（2002年 - 2003年） 大友みなみ
- 14代目（2004年 - 2005年） 村上恵梨
- 15代目（2006年 - 2007年） 境絵里加
- 16代目（2008年 - 2009年） 忽那汐里
- 17代目（2010年 - 2012年） ERICA
- 18代目（2013年 - 2017年） 松田莉奈
- 19代目（2018年 - 2021年） 玉田志織

### ユニチカアンバサダー
- 初代（2022年 - ）玉田志織